# Circuito en paralelo
Un circuito paralelo es una conexión de dispositivos (generadores, resistencias, condensadores, bobinas, etc.) en la que los bornes o terminales de entrada de todos los dispositivos conectados coinciden entre sí, al igual que sus terminales de salida.
Siguiendo un símil hidráulico, dos depósitos de agua conectados en paralelo tendrán una entrada común que alimentará, así como una salida común que drenará ambos a la vez. En las viviendas todas las cargas se conectan en paralelo para así tener la misma tensión.
Su principal diferencia con un circuito paralelo es la forma en como se conectan los componentes y como fluye la corriente eléctrica a través de ellos 

## Análisis
En función de los dispositivos conectados en paralelo, el valor total o equivalente se obtiene con las siguientes expresiones:
- Para generadores

{\displaystyle {V_{T}}={V_{1}}={V_{2}}=...={V_{n}}\,}
{\displaystyle {I_{T}}={I_{1}}+{I_{2}}+...+{I_{n}}\,}
- También Para Resistencias

{\displaystyle {1 \over R_{T}}={1 \over R_{1}}+{1 \over R_{2}}+...+{1 \over R_{n}}\,}
- Para Condensadores

{\displaystyle {C_{T}}={C_{1}}+{C_{2}}+...+{C_{n}}\,}
- Para Interruptores

| Interruptor A | Interruptor B | Interruptor C | Salida  |
| ------------- | ------------- | ------------- | ------- |
| Abierto       | Abierto       | Abierto       | Abierto |
| Abierto       | Abierto       | Cerrado       | Cerrado |
| Abierto       | Cerrado       | Abierto       | Cerrado |
| Abierto       | Cerrado       | Cerrado       | Cerrado |
| Cerrado       | Abierto       | Abierto       | Cerrado |
| Cerrado       | Abierto       | Cerrado       | Cerrado |
| Cerrado       | Cerrado       | Abierto       | Cerrado |
| Cerrado       | Cerrado       | Cerrado       | Cerrado |

## Reglas de los circuitos en paralelo
Asociación de pilas: calcular la tensión total:
(v1+v2+v3…)/vn → (Cada componente tiene la tensión de la fuente A y B)
los circuitos serie o paralelo sirven para tener un reparo automático de conexiones o circuitos automáticos como por ejemplo un foco (lámpara).